# Hengduan Shan
L'Hengduan Shan és una serralada al sud-est asiàtic que forma la frontera entre Myanmar i Yunnan, a la Xina. La cadena es desenvolupa aproximadament de nord a sud, definint l'extrem oriental de l'altiplà del Tibet.
En gran part coberta de boscos de coníferes subalpins, les elevacions oscil·len entre els 1.300 i els 4.000 m. El bosc dens, pristi, l'aïllament relatiu i el fet que la majoria de l'àrea ha romàs lliure des de les glaciacions, proporciona un hàbitat molt complex amb un alt grau de diversitat biològica. Aquesta regió muntanyosa és la casa del panda gegant, rar i amenaçat. Altres espècies natives de les muntanyes són el teix xinès (Chinensis Taxus) i diverses plantes, cérvols i primats.
Els grups mediambientals han reconegut aquesta ecoregió a mesura que s'ha vist amenaçada per "un creixement de la població humana i la consegüent demanda de la tala de boscos i de productes de la fauna per a usos medicinals i altres".